# Cratere Heaviside (Luna)
Heaviside è un grande cratere lunare di 164,46 km situato nella parte sud-occidentale della faccia nascosta della Luna.
Il cratere è dedicato al matematico britannico Oliver Heaviside.

## Crateri correlati
Alcuni crateri minori situati in prossimità di Heaviside sono convenzionalmente identificati, sulle mappe lunari, attraverso una lettera associata al nome.
| Heaviside | Coordinate             | Diametro (in km) |
| --------- | ---------------------- | ---------------- |
| B         | 5°27′00″S 169°22′12″E  | 21,08            |
| C         | 5°41′24″S 171°07′12″E  | 26,6             |
| D         | 6°36′00″S 171°43′48″E  | 17,8             |
| E         | 10°07′48″S 169°12′00″E | 10,39            |
| F         | 10°47′24″S 172°36′36″E | 13,45            |
| K         | 12°54′36″S 168°30′00″E | 124,9            |
| N         | 11°46′48″S 166°33′36″E | 16,35            |
| Z         | 8°37′12″S 166°43′12″E  | 13,05            |